# Siptah
Siptah (of Akherne Setepenre, Merneptah Siptah) was de zevende en voorlaatste farao uit de 19e dynastie van Egypte (Nieuwe Rijk).

## Biografie
Waar eerst werd aangenomen dat hij een zoon was van Seti II en zijn vrouw Tiaa, heerst nu het vermoeden dat hij de zoon van Sutailja (ook Shoteraja) was. Zij kwam uit Kanaän en was een concubine van een Farao. Onduidelijk is welke, het zou Seti II kunnen zijn maar ook Amenmesses wordt genoemd. Hij volgde Seti II na zijn dood op. De troonsaanvaarding is aangeduid op II Peret (dag 2, ongeveer 2 december). Siptah moet toen ongeveer 10 à 11 jaar geweest zijn, en stond dan ook onder het regentschap van Tawosret die ook zijn pleegmoeder was. Hij regeerde circa 6 jaar. Siptah werd opgevolgd door Tawosret.

## Bouwwerken
- Graf DK 47 in het Vallei der koningen